# Fardume märgelstensbrott
Fardume märgelstensbrott är ett övergivet, numera vattenfyllt kalkstenbrott i Fardume, Rute socken på Gotland.
Fardume är främst känt för sin rika förekomst av fossil. Rikast företrädda är armfotingar, snäckor och tabulater.